# Szydłowiec (gmina)
Szydłowiec – gmina miejsko-wiejska w województwie mazowieckim, w powiecie szydłowieckim. W latach 1975–1998 gmina położona była w województwie radomskim.
Siedziba gminy to Szydłowiec.
Na terenie miasta i gminy Szydłowiec znajduje się podstrefa Specjalnej Strefy Ekonomicznej Starachowice, obejmująca obszar 9,1 ha i zagospodarowana w blisko 80%.
Według danych z 30 czerwca 2004 gminę zamieszkiwało 19 390 osób. Natomiast według danych z 31 grudnia 2019 roku gminę zamieszkiwało 18 698 osób.

## Geografia

### Struktura powierzchni
Według danych z roku 2002 gmina Szydłowiec ma obszar 138,15 km², w tym:
| Rodzaj gruntu                                                                                              | Rodzaj gruntu                | Powierzchnia (ha) | Udział (%) |
| --- | ---------------------------- | ----------------- | ---------- |
| OGÓŁEM | OGÓŁEM                       | 13 815            | 100        |
| Użytki rolne                                                                                               | Użytki rolne                 | 7 836             | 56,72      |
| w tym: | Grunty orne                  | 5421              | 69,18      |
| | Sady                         | 169               | 2,16       |
| | Trwałe użytki zielone        | 1921              | 24,52      |
| | Grunty gospodarczo ugorowane | 325               | 4,14       |
| Lasy i leśne grunty orne                                                                                   | Lasy i leśne grunty orne     | 4 980             | 36,05      |
| Wody użytkowe                                                                                              | Wody użytkowe                | 41                | 0,28       |
| Nieużytki                                                                                                  | Nieużytki                    | 159               | 1,15       |
| Pozostałe                                                                                                  | Pozostałe                    | 799               | 5,8        |
| Źródło: Arch. UM (Szydłowiec), Raport o stanie Miasta i Gminy Szydłowiec z dn. 18 stycznia 2011 r., s. 15. |                              |                   |            |

Gmina stanowi 29,45% powierzchni powiatu.

### Zmiany terytorialne
- 1 stycznia 2000 r. – secesja miejscowości Pogorzałe i Skarżysko Książęce i włączenie w granice administracyjne miasta Skarżyska-Kamiennej, województwo świętokrzyskie

## Demografia

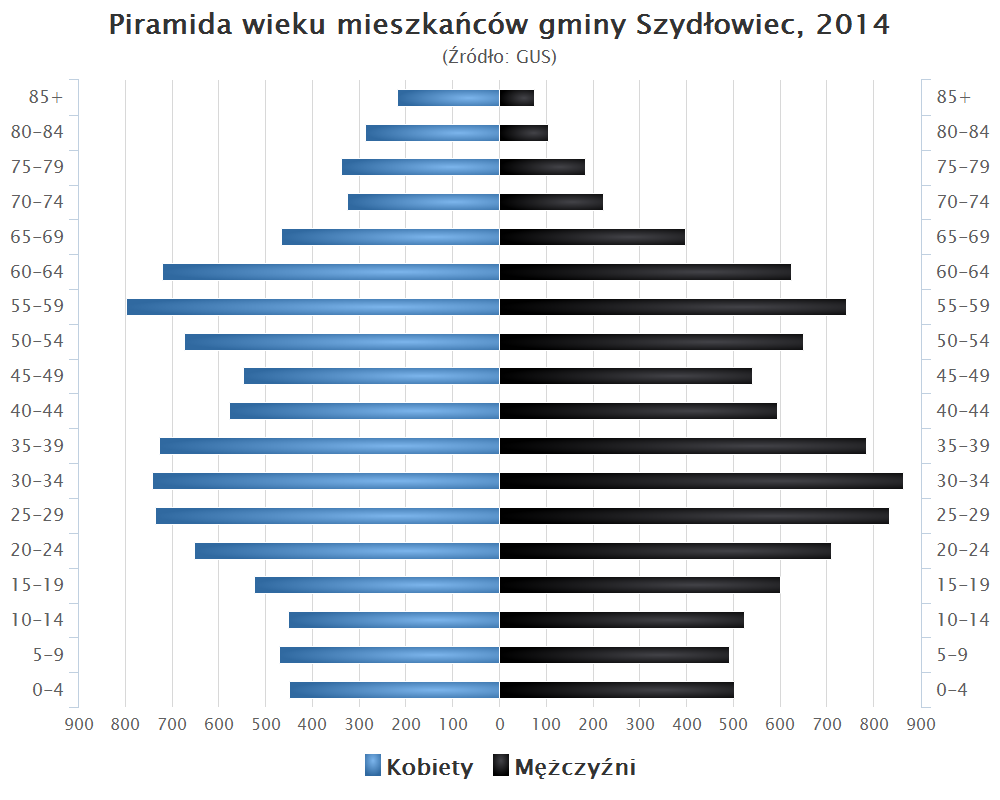
Piramida wieku mieszkańców gminy Szydłowiec w 2014 roku

Dane z 30 czerwca 2004:
| Opis                              | Ogółem | Ogółem | Kobiety | Kobiety | Mężczyźni | Mężczyźni |
| --------------------------------- | ------ | ------ | ------- | ------- | --------- | --------- |
| Jednostka                         | osób   | %      | osób    | %       | osób      | %         |
| Populacja                         | 19 390 | 100    | 9814    | 50,6    | 9576      | 49,4      |
| Gęstość zaludnienia [mieszk./km²] | 140,4  | 140,4  | 71      | 71      | 69,3      | 69,3      |

## Historia
Gmina swoimi korzeniami sięga 2 marca 1864, kiedy to powstała gmina wiejska Szydłowiec. Miała ona 11 941 mórg powierzchni i obejmowała wsie: Bąków, Chustki, Ciechostowice, Długosz, Hutę Szydłowiecką, Jankowice, Wolę Korzeniową, Książek, Majdów, Marywil, Mościska, Mszadłę, Moskówkę, Olszyny, Rybiankę, Sadek, Skarżysko Książęce, Starą Wieś, Szydłowiec-Podzamcze, Szydłówek, Świerczek, Świniów, Wysoką oraz Zdziechów.
Najważniejszymi urzędnikami w gminie byli wójt i pisarz gminny. W 1905 wójtem był Jan Szyszkiewicz, a pisarzem Eugeniusz Szlichnicki. Gmina należała do sądu gminnego okręgu II z siedzibą w Chlewiskach.
1 stycznia 1925 od gminy Szydłowiec odłączono Starą Wieś, Podgórze, Podzamcze i Polanki Moskiewki, które włączono do Szydłowca.

## Ochrona przyrody
| Lasy                       | Lasy Skarżyskie – „Natura 2000”, Lasy Przysusko-Szydłowieckie |
| Rezerwaty                  | Rezerwat Cisowy Skarżysko, Rezerwat Cisowy Majdów             |
| Stanowiska dokumentacyjne: | Łom „Podkowiński”, Łom „Pikiel”, Łom na Polankach             |
| Użytki ekologiczne         | użytek nr 155, użytek nr 156, użytek nr 157                   |

## Zabytki
| Zabytki w powiecie szydłowieckim | Zabytki w powiecie szydłowieckim                          | Zabytki w powiecie szydłowieckim | Zabytki w powiecie szydłowieckim | Zabytki w powiecie szydłowieckim |
| Miejscowość                      | Obiekt                                                    | Datowanie                        | Zdjęcie                          | Rejestr                          |
| -------------------------------- | --------------------------------------------------------- | -------------------------------- | -------------------------------- | -------------------------------- |
| Chustki                          | figura Matki Bożej „Krwią Płaczącej”                      | XX w.                            |                                  |                                  |
| Krzcięcin                        | park pałacowy                                             |                                  |                                  |                                  |
| Wysoka                           | kościół św. Mikołaja                                      | XVI w.                           |                                  |                                  |
| Szydłowiec                       | zespół zamkowo-parkowy                                    | XVI w.                           |                                  |                                  |
| Szydłowiec                       | kościół św. Zygmunta z dzwonnicą i ogrodzeniem            |                                  |                                  |                                  |
| Szydłowiec                       | ratusz                                                    |                                  |                                  |                                  |
| Szydłowiec                       | budynek dawnej bożnicy z domem Ajzenbergów                |                                  |                                  |                                  |
| Szydłowiec                       | „Dom pod Dębem”                                           |                                  |                                  |                                  |
| Szydłowiec                       | budynek dawnego Cechu Ślusarzy (zw. „Domem przy Lustrze”) | XVII w.                          | zburzony                         |                                  |
| Szydłowiec                       | budynek dawnej karczmy                                    | 1. ćw. XIX w.                    |                                  |                                  |
| Szydłowiec                       | lodownia                                                  | 2. poł. XIX w.                   |                                  |                                  |
| Szydłowiec                       | cmentarz katolicki                                        |                                  |                                  |                                  |
| Szydłowiec                       | cmentarz żydowski                                         |                                  |                                  |                                  |
| Szydłowiec                       | relikt archeologiczny kościoła św. Ducha i św. Anny       | XVI w.                           |                                  |                                  |
| Szydłowiec                       | budynek dawnego szpitala z ogrodzeniem                    | 1. poł. XIX w.                   |                                  |                                  |
| Szydłowiec                       | budynek dawnego browaru Stupfów                           |                                  |                                  |                                  |
| Szydłowiec                       | figura Matki Bożej Bolesnej                               | 2. poł. XIX w.                   |                                  |                                  |
| Szydłowiec                       | krzyż wotywny                                             | 1862                             |                                  |                                  |
| Szydłowiec                       | krzyż wotywny                                             | 1863                             |                                  |                                  |
| Szydłowiec                       | krzyż wotywny                                             | 1910                             |                                  |                                  |
| Zdziechów                        | kapliczka                                                 | 1950                             |                                  |                                  |

## Oświata
- Publiczna Szkoła Podstawowa nr 1 z Oddziałami Integracyjnymi im. Jana III Sobieskiego w Szydłowcu,
- Publiczna Szkoła Podstawowa nr 2 im. Jana Pawła II w Szydłowcu,
- Publiczna Szkoła Podstawowa im. Jana Chrapka w Majdowie,
- Publiczna Szkoła Podstawowa im. Janusza Kusocińskiego w Sadku,
- Publiczna Szkoła Podstawowa im. Stefana Grota-Roweckiego w Wysokiej,
- Publiczna Szkoła Podstawowa w Zdziechowie,
- Zespół Szkół Ogólnokształcących im. Henryka Sienkiewicza w Szydłowcu,
- Zespół Szkół im. Korpusu Ochrony Pogranicza w Szydłowcu,
- Centrum Kształcenia Ustawicznego i Zawodowego w Szydłowcu,

## Kultura
- Szydłowieckie Centrum Kultury „Zamek”,
- Muzeum Ludowych Instrumentów Muzycznych w Szydłowcu,
- Powiatowa Biblioteka Publiczna w Szydłowcu,

## Parafie
Zdecydowana większość mieszkańców gminy należy do Kościoła rzymskokatolickiego, metropolii częstochowskiej, diecezji radomskiej, dekanatu szydłowieckiego, w skład którego wchodzą następujące parafie obejmujące obszar gminy:

- Parafia św. Zygmunta w Szydłowcu
- Parafia Narodzenia NMP w Szydłówku
- Parafia Podwyższenia Krzyża w Majdowie
- Parafia MB Bolesnej w Sadku
- Parafia Św. Mikołaja w Wysokiej

Ponadto na terenie gminy mieszkają mariawici należący do Kościoła Starokatolickiego Mariawitów, diecezji warszawsko-płockiej, parafii Przemienienia Pańskiego w Wierzbicy.
W Szydłowcu swoją siedzibę ma zbór Kościoła Chrześcijan Wiary Ewangelicznej oraz Świadków Jehowy. 

## Sołectwa
Barak, Ciechostowice, Chustki, Hucisko, Jankowice (+Mszadla), Korzyce, Krzcięcin, Łazy, Majdów, Omięcin, Rybianka (+Długosz, Marywil), , Sadek, Szydłówek (Szydłówek I, Szydłówek II), Świerczek, Świniów, Wilcza Wola, Wola Korzeniowa, Wysocko, Wysoka, Zastronie i Zdziechów
Wieś bez statusu sołectwa Ziomaki.

## Sąsiednie gminy
Bliżyn, Chlewiska, Jastrząb, Mirów, Orońsko, Skarżysko Kościelne, m. Skarżysko-Kamienna, Wieniawa, Wolanów